# Фрирол
Фрирол (англ. freeroll) — покерний турнір, для участі в якому не потрібно робити вступний внесок. Призовий фонд цього виду турнірів зазвичай забезпечує сам організатор. Призами можуть бути як квитки на інший турнір з відносно значним призовим фондом, так і реальні гроші. Як правило призовий фонд не є дуже великим, хоча зустрічаються фрироли з призовим фондом кілька тисяч доларів США. Беручи участь у фриролах, можна попрактикуватися, придбати нові уміння, відточити майстерність, до того ж є шанс на виграш суми, здатної поповнити банкролл гравця. В залежності від кількості учасників, турнір триває кілька годин (2—5).

## Переваги і недоліки
- недолік: оскільки участь у турнірі безплатна, то в ньому грає велика кількість непрофесійних гравців, стиль гри яких кардинально відрізняється і досвідченому гравцю неможливо прорахувати поведінку супротивників. Дуже легко звикнути до розв'язної, вільної гри на фриролах, але при переході до гри на реальні гроші, ця звичка буде приносити тільки збитки.
- переваги:
  - якщо серйозно поставитися до гри з самого початку, фрирол дає досвід і впевненість у собі. Гравець вчиться дисципліни, вчиться дотримуватися певних правил, що дуже важливо для новачка;
  - гравець має можливість спостерігати за іншими гравцями на практиці, а не в теорії, тим самим вчиться помічати чужі помилки, а згодом і свої;
  - новачок навчається на практиці бачити плюсові рішення. Іноді скинути навіть високу кишенькову пару теж необхідно, якщо супротивник ставить великий банк, а до попадання в призові місця залишається, щоб з гри вийшли лише кілька гравців.

## Типи гравців
Зазвичай на фриролах можна зустріти три типи гравця:
- агресивні гравці — гравці, які будуть робити агресивні дії незалежно від тієї карти, яка у них на руках. Ці гравці, найімовірніше новачки і мають слабке уявлення про гру або ставляться до гри просто несерйозно. Як правило вони залишають турнір у перші ж хвилини від його початку. Інколи заробляють великий банк, але з часом його втрачають;
- фаворити — люди, які сіли грати в турнір з певною метою — виграти. Грати кілька фриролів в день — для них це звичайна практика, і це приносить їм певний дохід. Ці гравці зазвичай домагаються своєї мети і доходять до призових місць. Саме ці гравці приносять найбільше користі новачкам, саме у цих людей новачки набираються досвіду.
- новачки — люди, які практикуються і набувають досвіду на фриролах. Ці люди можуть плутатися в виборі тієї або іншої дії, часто помилятися.

## Стадії турніру
Існує три стадії турніру:
- перша стадія закінчується приблизно через годину після початку турніру, до цього часу йдуть з гри понад половини гравців, здебільшого це агресивні і зовсім недосвідчені гравці;
- друга стадія триває весь час турніру аж до призових місць. Гра тут найцікавіша в плані практики, хоча і тут можна зустріти надто агресивних гравців, яким пощастило не вилетіти за першу годину турніру. На цьому етапі можна навчитися правил підтримки свого стека, а також навчитися вибирати стиль гри, відштовхуючись від ставлення стека до розмірів ставок. Чим більший стек, тим менше треба ризикувати, що менший стек — то агресивнішим має бути стиль гри;
- третя стадія — фінал турніру. Гравці б'ються за призовий фонд і рівень гри тут зазвичай високий.